# Joseph von Hartmann
Joseph Hermann Bernhard Hartmann, seit 1803 von Hartmann (* 15. Januar 1780 in Paderborn; † 1. Februar 1859 in Heiligenstadt) war ein preußischer Landrat.

## Leben
Joseph war der Sohn des preußischen Regierungs- und Hofrates Georg Anton von Hartmann (1751–1819) und dessen Ehefrau Bernhardine, geborene von Pein (1752–1837). Sein Vater war am 10. Juli 1803 als „von Hartmann“ in den erblichen preußischen Adelsstand erhoben worden.
Hartmann trat am 4. August 1803 in den Staatsdienst ein. Im Jahre 1808 war er Friedensrichter des Kantons Fürstenberg und wechselte 1815 als Assessor zum Land- und Stadtgericht Büren. Am 8. April 1817 wurde er – vorbehaltlich der erfolgreich abgelegten Prüfung – zum Landrat des Kreises Büren ernannt. Er blieb bis zum 14. August 1843 (nach seinem Antrag auf Entlassung) in diesem Amt. In Würdigung seiner Verdienste hatte Hartmann den Roten Adlerorden III. Klasse mit Schleife erhalten.
Er heiratete am 10. Juni 1806 Bernhardine von Hamm (1787–1867). Aus dieser Ehe gingen sieben Kinder hervor, darunter der spätere preußische General der Infanterie Ernst von Hartmann (1817–1883).